# Côte d'Ivoire aux Jeux olympiques d'été de 1972
La Côte d'Ivoire a participé aux Jeux olympiques d'été de 1972 à Munich. Il s'agissait de sa 3e participation à des Jeux d'été. Simbara Maki a été le porte-drapeau de la délégation ivoirienne.

## Athlétisme

### 100 mètres Hommes
| Athlète         | Événement         | Rang      | Médaille |
| --------------- | ----------------- | --------- | -------- |
| Kouakou Komenan | 100 mètres Hommes | 6 H1 R3/4 |          |
| Amadou Méité    | 100 mètres Hommes | 4 h5 r2/4 |          |

### 110 mètres haies Hommes
| Athlète      | Événement               | Rang      | Médaille |
| ------------ | ----------------------- | --------- | -------- |
| Simbara Maki | 110 mètres haies Hommes | 7 h3 r1/3 |          |

### Relais 4 × 100 mètres Hommes
| Athlète         | Événement                    | Rang      | Médaille |
| --------------- | ---------------------------- | --------- | -------- |
| Kouakou Komenan | Relais 4 × 100 mètres Hommes | 5 h2 r1/3 |          |
| Amadou Méité    | Relais 4 × 100 mètres Hommes | 5 h2 r1/3 |          |
| Kouami N’Dri    | Relais 4 × 100 mètres Hommes | 5 h2 r1/3 |          |
| Gaoussou Koné   | Relais 4 × 100 mètres Hommes | 5 h2 r1/3 |          |

### Lancer du javelot masculin
| Athlète           | Événement                  | Rang  | Médaille |
| ----------------- | -------------------------- | ----- | -------- |
| Jacques Aye Abehi | Lancer du javelot masculin | 19 QR |          |

## Canoë-kayak

### Kayak simple Hommes - 1 000 mètres
| Athlète | Événement                         | Rang      | Médaille |
| ------- | --------------------------------- | --------- | -------- |
| N'Gama  | Kayak simple Hommes, 1 000 mètres | 6 H1 R3/4 |          |

### Kayak double Hommes - 1 000 mètres
| Athlète                 | Événement                         | Rang      | Médaille |
| ----------------------- | --------------------------------- | --------- | -------- |
| Barthélemy Koffi Baugré | Kayak double Hommes, 1 000 mètres | 4 h2 r2/4 |          |
| Paul Gnamia M’Boule     | Kayak double Hommes, 1 000 mètres | 4 h2 r2/4 |          |

### Doubles canadiens masculins - 1 000 mètres
| Athlète              | Événement                                 | Rang      | Médaille |
| -------------------- | ----------------------------------------- | --------- | -------- |
| Daniel Sedji         | Doubles canadiens masculins, 1 000 mètres | 5 h1 r2/4 |          |
| Mathieu Koffi M’Broh | Doubles canadiens masculins, 1 000 mètres | 5 h1 r2/4 |          |